# Étiopathie
L'étiopathie est une pratique thérapeutique non conventionnelle, proche de l'ostéopathie et de la chiropratique, qui s'inscrit dans la tradition des rebouteux. 
Il n'existe actuellement pas de preuve scientifique de l'efficacité de l'étiopathie dans aucune indication et sa notoriété est limitée à la France.

## Origines
Du grec « aitia », cause, et « pathos », souffrance, l'étiopathie est une méthode d'analyse des pathologies et de traitement manuel qui se revendique basée sur l'approche systémique du corps humain.
On considère généralement Christian Trédaniel comme fondateur de ce qu'il décrit comme une « science qui s'attache à déterminer les causes des maladies pour les éliminer ». Cependant Nicolas Pinsault et Richard Monvoisin ont montré qu'il est manifeste que Trédaniel a sans le citer, emprunté l'étiopathie, à l'ouvrage du docteur étasunien George Dutton, Etiopathy - Or way of life - Being an Exposition of Ontology, Physiology, and Therapeutics : a Religious Science and a Scientific Religion. Dans cet ouvrage, Dutton narre comment il a reçu sa théorie comme « science qui s’attache à déterminer les causes des maladies pour les éliminer » par une pure épiphanie « le dimanche 5 février 1899 à midi, au 52 Dearborn Street à Chicago, les cieux étant clairs et le soleil brillant » [sic, p. 30].  
C'est quatre-vingts ans plus tard que paraît, en 1979 la première édition des Principes fondamentaux pour une médecine étiopathique de Christian Trédaniel.

## Conception générale de l'étiopathie
L'étiopathie affirme reposer sur le principe de causalité adapté au vivant, suivant lequel l'identification de la cause d'un symptôme permettrait le traitement ou l'autotraitement.

## Formation

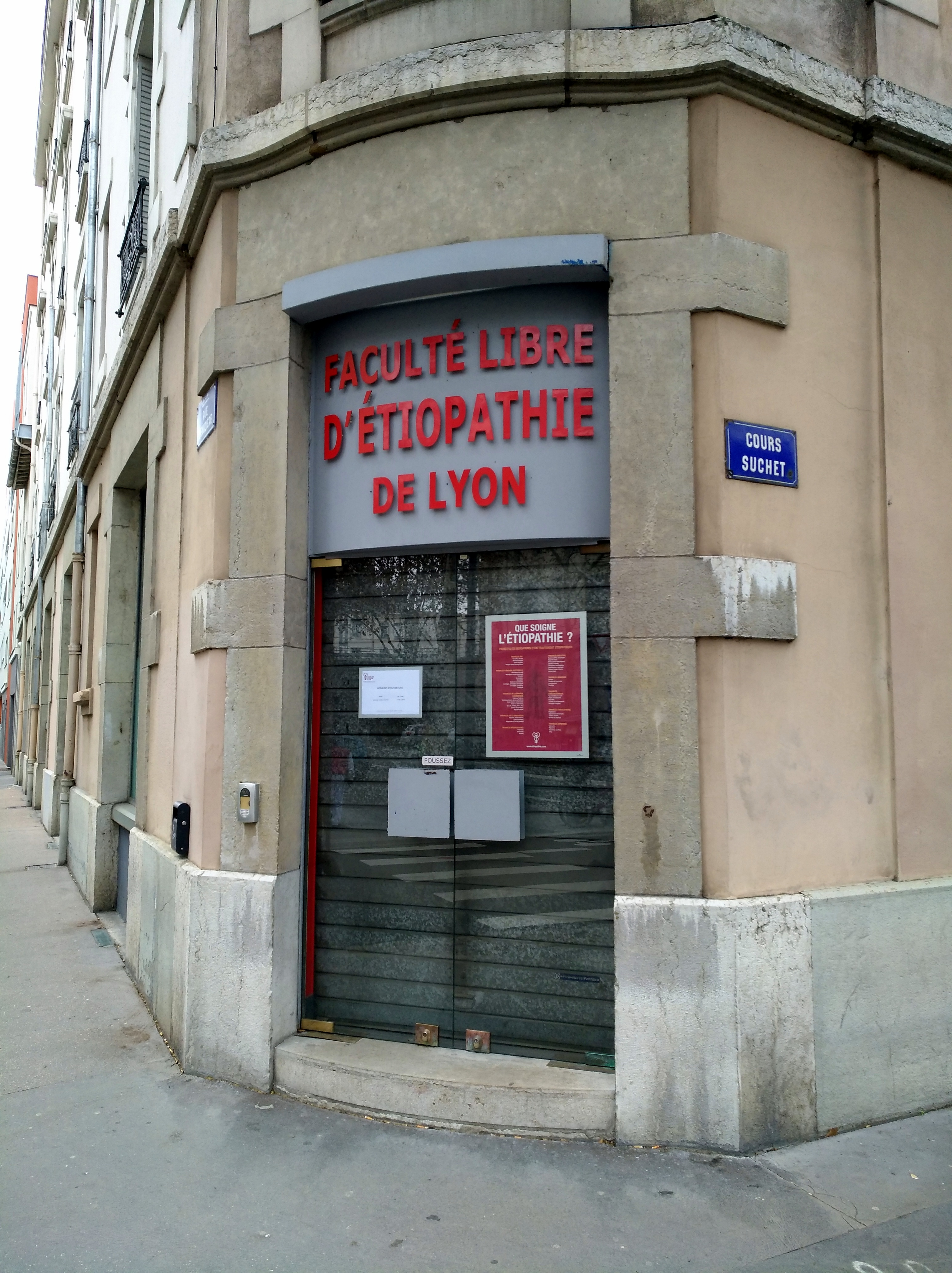
Entrée de la Faculté libre d’étiopathie de Lyon.

D'après la Mission interministérielle de vigilance et de lutte contre les dérives sectaires (MIVILUDES), « l’enseignement de l’étiopathie, qui aboutit à une PNCAVT qui déclare obtenir des guérisons uniquement « à la main », est assuré par un réseau de quatre facultés libres qui s’en réservent l’exclusivité. […] Six années pour devenir étiopathe, cinq mille heures d’études, un coût de 30 000 € pour accéder à une profession qui, en réalité, n’est reconnue que par son créateur et par ceux qui l’enseignent et la pratiquent. Néanmoins, sur le site officiel de l’étiopathie, cette formation est présentée sous l’apparence d’un véritable cursus médical scientifique, de nature à faire illusion auprès des étudiants ou futurs étudiants ».

## Prise en charge
En France, l'étiopathie n'étant pas considérée comme une médecine, et n'ayant pas démontré son intérêt, elle n'est pas prise en charge par la Sécurité sociale. Cependant, certaines mutuelles remboursent l'étiopathie, comme d'autres pseudo-médecines. Néanmoins, selon les départements, l'Assurance maladie rembourse les séances d'étiopathie (de même que certaines autres séances de médecines non-conventionnelles).

## Statut de l'étiopathie
En France, l'étiopathie n'est pas reconnue officiellement et ne bénéficie d'aucun encadrement légal. Cette thérapie n'est pas visée par les lois et décrets de 2007 et 2012, au contraire de l'ostéopathie et de la chiropraxie. Actuellement les étiopathes ne bénéficient d'aucune obligation légale d'assurance, et ne sont soumis à aucun code de déontologie validé par l’État. 

« Le manque d’études et l’absence de preuves scientifiques ne permettent pas de confirmer ou d’affirmer l’intérêt du recours à l’étiopathie dans au moins une de ses indications ni de s’assurer de la sécurité de la pratique. On ne peut donc pas juger de la balance bénéfice/risque de la pratique. Mais comme pour toute pratique manuelle, des évènements indésirables rares mais graves tels que des accidents vasculaires peuvent survenir lors de manipulations cervicales. Il convient donc d’être vigilant. »

— Rapport de l'Institut national de la santé et de la recherche médicale (INSERM), 2018,,

« L'étiopathie et la formation qu’elle dispense répandent sur le marché des PNCAVT (Pratiques non conventionnelles à visée thérapeutique), dans le meilleur des cas, des flopées de néo-rebouteux-guérisseurs plus ou moins compétents et conscients de leurs limites et, dans des situations nettement plus préoccupantes, des cohortes de médecins imaginaires passibles de poursuites pour exercice illégal d’une profession de santé et dangereux pour les personnes qui se confient à eux, tout cela avec un discours et un univers mental qui peuvent laisser craindre des dérives sectaires de la part de certains praticiens. »

— Rapport de la Mission interministérielle de vigilance et de lutte contre les dérives sectaires, 2010
Dans ce rapport de 2010 de la MIVILUDES, plusieurs questions sont posées au sujet de l'étiopathie sur le plan des preuves scientifiques ainsi que sur la formation permettant d'accéder à une profession qui, en réalité, n'est reconnue que par son créateur et par ceux qui l'enseignent et la pratiquent.
Certains étiopathes ont été attaqués en justice pour exercice illégal de la médecine à plusieurs reprises, à l'exemple de Jean-Paul Moureau qui l'a été trois fois au cours de l'exercice de sa profession.

## Notoriété
Une partie de la notoriété de la méthode vient du fait que l'ancien président Nicolas Sarkozy y avait recours. 
De plus, en 2013, certains parlementaires français questionnent la ministre chargée des Affaires sociales et de la Santé pour faire reconnaître l'étiopathie comme une méthode de soins à part entière, qui répond : « Ce n'est que lorsque le bénéfice de telle ou telle pratique sera scientifiquement démontré que celle-ci pourra justifier d'une inscription dans notre système de santé. À l'heure actuelle, l'évaluation de l'étiopathie n'est pas encore au programme d'évaluation du groupe d'appui sur les pratiques non conventionnelles »,,.